# Xatrac rosat
El xatrac rosat (Sterna dougallii) és un ocell marí de la família dels làrids (Laridae), notable per la seua cua llarga i forcada.

## Morfologia
- Fa una llargària de 33 - 36 cm, una envergadura de 67 - 76 cm.
- En plomatge d'estiu, el capell i el clatell són negres, mentre en hivern el capell està tacat de blanc.
- Parts superiors gris perla pàl·lid. Parts inferiors blanques que a l'estiu prenen un to rosat. Gropa blanca. Cua blanca, llarga i profundament bifurcada.
- Bec roig en la base i fosc a la punta. Sovint completament negre a l'hivern.[2] Potes roig fosc.
- Joves semblants a l'adult en hivern, però tacats de marró per sobre.

## Hàbitat i distribució
D'hàbits costaners i migratoris, cria sobre platges de sorra o herba amb una àrea de distribució molt ampla, a la costa Atlàntica dels Estats Units, cap al sud a través de les Antilles i la costa de Mèxic fins a Veneçuela; illes Açores, Madeira i Canàries; Illes Britàniques, Bretanya i Dinamarca; sud d'Europa i nord d'Àfrica; illes de l'Índic, on hi ha les majors concentracions, península Malaia, illes d'Indonèsia i Filipines fins al nord d'Austràlia i Nova Caledònia. No cria als Països Catalans, on la seua presència és esporàdica.